# Deborah Brown
Deborah Brown (Kansas City, rond 1952) is een Amerikaanse jazzzangeres.

## Carrière
Browns moeder was klassieke muzikante en accordeonlerares. Deborah Brown kreeg vervolgens vioolles, daarna accordeonles en uiteindelijk bij haar grootmoeder pianoles. Ze begon een studie bij de plaatselijke universiteit om na een korte opleiding door George Peckham op 20-jarige leeftijd professioneel te werken als zangeres. Ze toerde vervolgens met verschillende groeperingen door de Verenigde Staten en trad onder andere op in een bigband in Las Vegas om George Carlin te begeleiden.
Brown bracht de periode tussen 1985 en 1995 door in Europa, waar ze vanuit Amsterdam werkte. Ze toerde ook in het Verre Oosten. Met het trio van Jack van Poll nam ze in 1985 haar debuutalbum op. Daarna leidde ze de band Jazz 4 Jazz met Horace Parlan, Red Mitchell en Ed Thigpen. Verder trad ze in Nederland op met de bigband van Ruud Bos, in Rusland met het orkest van Oleg Lundstrem, in Scandinavië met de Sandviken Big Band (album The Song Is You voor Four Leaf, 1989) en met Klüvers Big Band. Ze nam albums op met Zbigniew Namysłowski, David Linx, Pierre Van Dormael, Jan Lundgren, Niels Lan Doky, Chris Minh Doky, Johnny Griffin en Benny Bailey.
Brown woont sindsdien weer in de Verenigde Staten. In 2005 bracht ze een duo uit met de gitarist Joe Beck. Ze treedt daar bijna niet op, maar toert met weinig uitzondering internationaal.

## Discografie
- 1991: Jazz 4 Jazz (Reaction Records), met Horace Parlan, Red Mitchell en Ed Thigpen)
- 1994: Zbigniew Namysłowski & Deborah Brown Double Trouble (Koch Jazz) met Artur Dutkiewicz, Jacek Niedziela, Krzysztof Przybyłowicz)
- 2002: Songbird (Jazz 'N Pulz)
- 2005: Deborah Brown/Joe Beck I Found My Thrill (Jazz Voix Records)
- 2008: Deborah Brown with the Eric Ineke Jazzxpress met Bart van Lier, Benjamin Herman For the Love of Ivie (Daybreak)
- 2017: Kansas City Here I Come (Agora) met Kevin Mahogany, Sylwester Ostrowski, Rob Bargad, Essiet Okon Essiet resp. Joris Teepe, Newman Taylor Baker en het NFM Leopoldinum Chamber Orchestra o.l.v. Christian Danowicz)

- Gemeinsame Normdatei: 134837479
- MusicBrainz: 91b96fe6-69d8-4f9c-9a69-1e7fa69a0870
- Virtual International Authority File: 293312273
- WorldCat: E39PBJgxqbHmhDMd38gDkJ4rMP